# Koinocystis fluvialis
Koinocystis fluvialis is een platworm (Platyhelminthes). De worm is tweeslachtig. De soort leeft in het zoute water.
Het geslacht Koinocystis, waarin de platworm wordt geplaatst, wordt tot de familie Koinocystididae gerekend. De wetenschappelijke naam van de soort werd voor het eerst geldig gepubliceerd in 1929 door Sibiriakova.